# Feldspath

Gammes de composition de la série des feldspaths, à. Dans la zone marquée Immiscibilité on n'observe pas à l'équilibre un minéral homogène, mais la coexistence d'un plagioclase et d'un feldspath alcalin. D'après, p. 357.

Un feldspath est un minéral de la famille des tectosilicates, dont la composition est celle d'un aluminosilicate de sodium, de potassium ou de calcium. Il existe de nombreux feldspaths, dont les principaux sont l'orthose ou le microcline (potassique), l'albite (sodique) et l'anorthite (calcique).
On distingue les feldspaths alcalins, souvent translucides, blanchâtres ou roses et riches en alcalins (Na+, K+), des plagioclases qui diffèrent des précédents par la présence de calcium (Ca2+) et par une faible teneur en potassium (K+).  Les plagioclases constituent une série continue de minéraux, une solution solide, dont les pôles purs sont l'albite et l'anorthite. Les feldspaths alcalins constituent aussi une série continue (dont les pôles sont l'albite et l'orthose) à haute température, mais avec une miscibilité seulement partielle à basse température.
Les feldspaths forment le groupe de minéraux le plus abondant en volume de la croûte terrestre. Ils forment le plus souvent des cristaux bien développés, automorphes, qui présentent souvent des macles. Sur le terrain, leur détermination se fait grâce à leurs propriétés d'être rayé par le verre standard (lame de verre blanc à vitre) et de rayer une lame d'acier dur (type scie à métaux) (dureté de Mohs de l'ordre de 6 à 6,5). En combinaison avec d'autres minéraux, les feldspaths alcalins (et particulièrement les potassiques, dont notamment l'orthose) participent à la composition minéralogique modale des roches plutôt acides, telles que les syénites et les granites (grenues) ou les trachytes et les rhyolites (microlithiques). Les plagioclases participent quant à eux et pour ce qui concerne les roches grenues, à la composition minéralogique modale des diorites, des gabbros, plus rarement des tonalites, et parfois des syénites. Lorsqu'on en trouve dans les roches microlithiques, il s'agit le plus souvent d'andésites ou de basaltes.

## Feldspaths alcalins
Les feldspaths alcalins sont des feldspaths sodi-potassiques. À haute température, les deux pôles NaAlSi3O8 et KAlSi3O8 sont miscibles en toutes proportions. À température ordinaire, la miscibilité est très limitée, et à l'équilibre on n'observe que des feldspaths essentiellement sodiques ou potassiques.

### Albite
L'albite est un minéral de formule NaAlSi3O8.

### Anorthose
L'anorthose, parfois désigné sous son nom anglais d'anorthoclase, est un minéral de composition (Na,K)AlSi3O8 avec 10 à 36 % de KAlSi3O8 (64 à 90 % de NaAlSi3O8). Triclinique comme la "high albite" (l'albite de haute température), l'anorthose n'est stable qu'au-dessus de 600 °C.

### Feldspath potassique
Le feldspath potassique KAlSi3O8 existe en trois polymorphes, qui diffèrent par l'ordonnancement aluminium - silicium dans les tétraèdres :
- la sanidine correspond au degré maximal de désordre : chaque tétraèdre contient en moyenne 25 % d'aluminium et 75 % de silicium. C'est le polymorphe qui intervient à la plus haute température, son groupe d'espace est C2/m ;
- l'orthose, ou orthoclase, correspond à l'ordre partiel aluminium - silicium compatible avec la symétrie monoclinique : c'est le polymorphe de température intermédiaire, son groupe d'espace est le même que celui de la sanidine : C2/m. Son nom provient de sa faculté à se cliver selon deux plans orthogonaux. Elle est présente dans les roches plutoniques et métamorphiques, mais ne se trouve que rarement dans les laves. Sa dureté est précisément de 6 puisqu'elle est une des références de l'échelle de Mohs. Sa densité est comprise entre 2,56 et 2,58 g/cm3. La macle de Carlsbad est fréquente ;
- le microcline (voir aussi amazonite) est le polymorphe de basse température : l'ordre aluminium - silicium n'est plus compatible avec la symétrie monoclinique et, en fait, le microcline est triclinique. Il ne peut être différencié de l'orthose que par un examen optique. Le microcline montre souvent des macles polysynthétiques (également nommées macles du microcline). L'anorthose (K,Na)AlSi3O8 est un microcline sodique.

### Perthite
Une perthite est un enchevêtrement de deux feldspaths alcalins : un feldspath potassique (composition proche de KAlSi3O8) et un feldspath sodique (proche de NaAlSi3O8). Il s'agit le plus souvent de lamelles ou d'imbrications irrégulières de feldspath sodique (albite) au sein d'un grain-hôte de feldspath potassique (orthose ou microcline).
La texture perthitique se forme par exsolution lors du refroidissement d'un grain de feldspath alcalin ayant une composition intermédiaire entre feldspath potassique et albite. La miscibilité des deux pôles NaAlSi3O8 et KAlSi3O8 est en effet totale à des températures proches de 700 °C et des pressions crustales, mais elle devient très limitée à des températures plus basses. Si un grain de feldspath alcalin de composition intermédiaire se refroidit suffisamment lentement, des domaines respectivement riches en Na et K se séparent.

## Plagioclase
Les plagioclases sont des feldspaths calco-sodiques. Ils forment une série continue entre leurs deux termes extrêmes : l'albite NaAlSi3O8 (voir : pierre de soleil), sodique, et l'anorthite CaAl2Si2O8, calcique.
Leur clivage est oblique.

### Tableau des plagioclases selon la proportion albite/anorthite
| Nom         | % NaAlSi3O8 | % CaAl2Si2O8 | Densité (g/cm3) |
| ----------- | ----------- | ------------ | --------------- |
| albite      | 100-90      | 0-10         | 2,63            |
| oligoclase  | 90-70       | 10-30        | 2,65            |
| andésine    | 70-50       | 30-50        | 2,68            |
| labradorite | 50-30       | 50-70        | 2,71            |
| bytownite   | 30-10       | 70-90        | 2,74            |
| anorthite   | 10-0        | 90-100       | 2,76            |

### Détermination des plagioclases selon leur couleur et leur macle

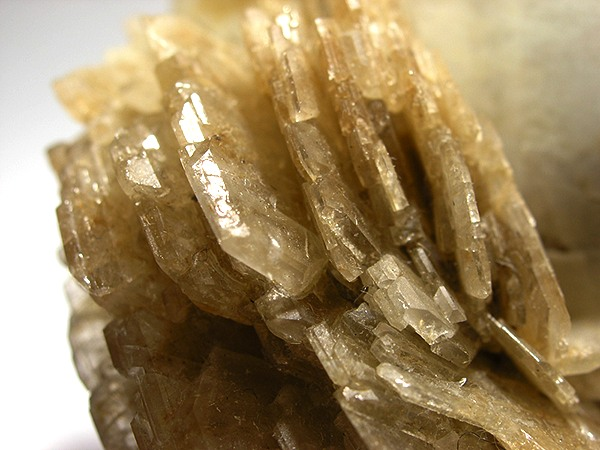
Les clivages de l'albite donnent un profil en marches d'escalier.

À l’œil nu, on détermine souvent les feldspaths en fonction de leur couleur, ou de leurs macles :
- les feldspaths alcalins sont en général rosâtres et présentent une macle bisynthétique, dite de Carlsbad à deux individus ;
- les feldspaths plagioclases ont souvent des teintes vert pâle et présentent au contraire des macles polysynthétiques, aux nombreux clivages polarisants.

À la loupe, on observe chez les feldspaths deux plans de clivage très net, bien visibles, présentant comme des surfaces brillantes en marche d'escalier, ce qui les distingue généralement des surfaces en feuillets des micas,
et des cristaux de quartz qui n'ont pas de clivage.

### Détermination des plagioclases au microscope polarisant

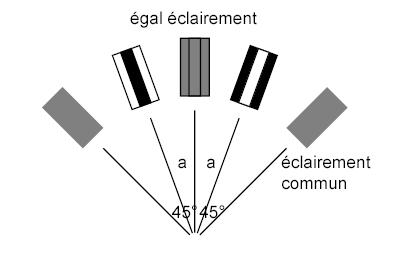
Extinction des plagioclases.

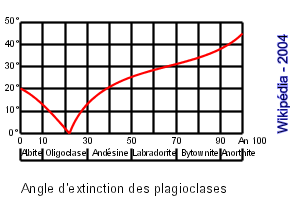
Variation de l'angle d'extinction des plagioclases selon sa composition.

S’il n'est pas possible de déterminer le type de macle, les différentes variétés de plagioclases sont très semblables et, à défaut d’analyse chimique complexe et coûteuse, elles ne peuvent être distinguées que par des méthodes optiques.
Les plagioclases se distinguent par la méthode Michel-Lévy au microscope polarisant, en mesurant l'angle nécessaire pour que le cristal bloque le passage de la lumière. La mesure se fait sur des plagioclases frais, non zonés.
Détermination de l'angle d'extinction des plagioclases :
- amener l'axe principal en direction Nord-Sud. Le cristal doit être gris uniforme, avec seulement la trace des plans de macle ;
- tourner la platine support de 45°. Le cristal doit être gris uniforme. On ne doit plus voir la trace des plans de macle ;
- revenir en direction Nord-Sud ;
- mesurer l'angle d'extinction d'un côté, puis de l'autre ;
- faire cinq mesures et prendre la plus grande.

## Autres feldspaths
Parmi les autres feldspaths, beaucoup plus rares, il faut mentionner :
- la celsiane, BaAl2Si2O8, minéral des roches métamorphiques riches en baryum ;
- le hyalophane, K0,75Ba0,25Al1,75Si2,25O8, minéral des roches ignées et métamorphiques ;
- la buddingtonite, NH4AlSi3O8 • 0,5 H2O, plagioclase altéré par l'action d’eaux ammoniacales.

## Altération des feldspaths
L'altération des feldspaths aboutit à la formation de diverses argiles, notamment le kaolin.

## Utilisation et provenance des feldspaths
Les feldspaths, en raison de leur réaction à la cuisson (ils jouent le rôle de fondant), sont utilisés en céramique, en particulier pour la fabrication des émaux. Ils entrent aussi dans la composition des verres utilisés pour l'emballage (bouteilles) et dans la faïence.
Les principaux pays fournisseurs de l'industrie européenne sont l'Algérie, la Turquie, l’Italie et la France.
Ils sont aussi utilisés pour l'amendement des sols en agriculture.